# Tamarixia orientalis
Tamarixia orientalis är en stekelart som beskrevs av Khan, Agnihotri och Sushil 2005. Tamarixia orientalis ingår i släktet Tamarixia och familjen finglanssteklar. Inga underarter finns listade i Catalogue of Life.